# كيني أندو
كيني أندو (بالإنجليزية: Kenny Endo)‏ هو فنان إيقاعي أمريكي، ولد في 2 أبريل 1953 في لوس أنجلوس في الولايات المتحدة.

## وصلات خارجية
- كيني أندو على موقع ميوزك برينز (الإنجليزية)